# Erling Evensen
Erling Evensen (né le 29 avril 1914 et décédé le 31 juillet 1998) est un ancien fondeur norvégien.

## Palmarès

### Jeux olympiques
| Épreuve / Édition | St-Moritz 1948 |
| 18km              | 15e            |
| 4x10km            | Bronze         |